# Martina Suchá
Martina Suchá (née le 20 novembre 1980 à Nové Zámky) est une joueuse de tennis slovaque, professionnelle de 1996 à 2008.
Pendant la carrière, elle a remporté deux titres WTA en simple.

## Palmarès

### Titres en simple dames
| No | Date       | Nom et lieu du tournoi          | Catégorie | Dotation  | Surface         | Finaliste      | Score         |          |
| -- | ---------- | ------------------------------- | --------- | --------- | --------------- | -------------- | ------------- | -------- |
| 1  | 06-01-2002 | Tasmanian International, Hobart | Tier V    | 110 000 $ | Dur (ext.)      | Anabel Medina  | 7-67, 6-1     | Parcours |
| 2  | 01-11-2004 | Challenge Bell, Québec          | Tier III  | 170 000 $ | Moquette (int.) | Abigail Spears | 7-5, 3-6, 6-2 | Parcours |

### Finales en simple dames
| No | Date       | Nom et lieu du tournoi                | Catégorie | Dotation  | Surface      | Vainqueure          | Score         |          |
| -- | ---------- | ------------------------------------- | --------- | --------- | ------------ | ------------------- | ------------- | -------- |
| 1  | 15-10-2001 | Slovak Indoors, Bratislava            | Tier V    | 110 000 $ | Dur (int.)   | Rita Grande         | 6-1, 6-1      | Parcours |
| 2  | 26-04-2004 | Grand Prix, Budapest                  | Tier V    | 110 000 $ | Terre (ext.) | Jelena Janković     | 7-64, 6-3     | Parcours |
| 3  | 27-09-2004 | International Women’s Open, Guangzhou | Tier III  | 170 000 $ | Dur (ext.)   | Li Na               | 6-3, 6-4      | Parcours |
| 4  | 15-05-2006 | GP Princesse Lalla Meryem, Rabat      | Tier IV   | 145 000 $ | Terre (ext.) | Meghann Shaughnessy | 6-2, 3-6, 6-3 | Parcours |

## Parcours en Grand Chelem

### En simple dames
| Année | Open d'Australie | Open d'Australie   | Internationaux de France | Internationaux de France | Wimbledon       | Wimbledon          | US Open         | US Open           |
| ----- | ---------------- | ------------------ | ------------------------ | ------------------------ | --------------- | ------------------ | --------------- | ----------------- |
| 2001  | 1er tour (1/64)  | Silvia Farina      | 2e tour (1/32)           | Elena Bovina             | 1er tour (1/64) | Lindsay Davenport  | 3e tour (1/16)  | Serena Williams   |
| 2002  | 4e tour (1/8)    | A. Serra Zanetti   | 1er tour (1/64)          | Serena Williams          | 2e tour (1/32)  | Daniela Hantuchová | 2e tour (1/32)  | Patty Schnyder    |
| 2003  | 1er tour (1/64)  | Els Callens        | -                        | -                        | 2e tour (1/32)  | Anikó Kapros       | 2e tour (1/32)  | Jennifer Capriati |
| 2004  | 1er tour (1/64)  | Tzipora Obziler    | 1er tour (1/64)          | Fabiola Zuluaga          | 1er tour (1/64) | María Vento        | 1er tour (1/64) | Séverine Beltrame |
| 2005  | 2e tour (1/32)   | Evgenia Linetskaya | 1er tour (1/64)          | Tathiana Garbin          | 1er tour (1/64) | Silvia Farina      | 2e tour (1/32)  | Patty Schnyder    |
| 2006  | 2e tour (1/32)   | Flavia Pennetta    | 1er tour (1/64)          | Elena Dementieva         | 1er tour (1/64) | Katarina Srebotnik | 1er tour (1/64) | Anna Chakvetadze  |
| 2007  | 1er tour (1/64)  | Eva Birnerová      | 1er tour (1/64)          | Patty Schnyder           | 1er tour (1/64) | Aiko Nakamura      | -               | -                 |

à droite du résultat, l’ultime adversaire.

### En double dames
| Année | Open d'Australie            | Open d'Australie          | Internationaux de France     | Internationaux de France   | Wimbledon                    | Wimbledon                  | US Open                       | US Open                     |
| ----- | --------------------------- | ------------------------- | ---------------------------- | -------------------------- | ---------------------------- | -------------------------- | ----------------------------- | --------------------------- |
| 2005  | -                           | -                         | 1er tour (1/32) Mariana Díaz | Lisa Raymond Rennae Stubbs | 1er tour (1/32) Mariana Díaz | E. Baltacha J. O'Donoghue  | 1er tour (1/32) Z. Ondrášková | D. Chládková V. Razzano     |
| 2006  | -                           | -                         | 1er tour (1/32) L. Hradecká  | V. Ruano Paola Suárez      | 1er tour (1/32) Domachowska  | Maureen Drake N. Vaidišová | 1er tour (1/32) K. Zakopalová | A. Bondarenko K. Bondarenko |
| 2007  | 2e tour (1/16) T. Pironkova | E. Dementieva F. Pennetta | -                            | -                          | -                            | -                          | -                             | -                           |

sous le résultat, la partenaire ; à droite, l’ultime équipe adverse.

### En double mixte
| Année | Open d'Australie | Open d'Australie | Internationaux de France | Internationaux de France | Wimbledon                       | Wimbledon                  | US Open | US Open |
| 2006  | -                | -                | -                        | -                        | 1er tour (1/32) Michal Mertiňák | Nicole Pratt Ashley Fisher | -       | -       |

sous le résultat, le partenaire ; à droite, l’ultime équipe adverse.

## Parcours aux Jeux olympiques

### En simple dames
| # | Date       | Nom de l'olympiade           | Surface    | Résultat        | Ultime adversaire | Score    |          |
| - | ---------- | ---------------------------- | ---------- | --------------- | ----------------- | -------- | -------- |
| 1 | 15/08/2004 | Olympic Tennis Event Athènes | Dur (ext.) | 1er tour (1/32) | Nadia Petrova     | 6-3, 6-3 | Parcours |

### En double dames
| # | Date       | Nom de l'olympiade           | Surface    | Résultat        | Partenaire          | Ultimes adversaires               | Score    |          |
| - | ---------- | ---------------------------- | ---------- | --------------- | ------------------- | --------------------------------- | -------- | -------- |
| 1 | 15/08/2004 | Olympic Tennis Event Athènes | Dur (ext.) | 1er tour (1/16) | Ľubomíra Kurhajcová | Silvia Farina Francesca Schiavone | 6-2, 6-4 | Parcours |

## Parcours en Fed Cup
| #                                                                   | Date       | Lieu         | Surface         | Gagnante(s)                    | Perdante(s)                       | Score         |          |
|                                                                     |            |              |                 |                                |                                   |               |          |
| 2002 - 1/4 de finale (groupe mondial) - Slovaquie - France - 4 : 1  |            |              |                 |                                |                                   |               |          |
| 1                                                                   | 20/07/2002 | Bratislava   | Moquette (int.) | Martina Suchá                  | Nathalie Dechy                    | 7-63, 6-1     | Parcours |
|                                                                     |            |              |                 |                                |                                   |               |          |
| 2004 - 1er tour (groupe mondial) - Autriche - Slovaquie - 3 : 2     |            |              |                 |                                |                                   |               |          |
| 2                                                                   | 24/04/2004 | Sankt Pölten | Terre (ext.)    | Barbara Schett                 | Martina Suchá                     | 7-5, 1-6, 6-2 | Parcours |
|                                                                     |            |              |                 |                                |                                   |               |          |
| 2004 - Barrage (groupe mondial I) - Slovaquie - Biélorussie - 4 : 0 |            |              |                 |                                |                                   |               |          |
| 3                                                                   | 10/07/2004 | Bratislava   | Terre (ext.)    | Martina Suchá                  | Anastasiya Yakimova               | 6-0, 6-2      | Parcours |
| 3                                                                   | 10/07/2004 | Bratislava   | Terre (ext.)    | Darya Kustova Tatiana Poutchek | Ľubomíra Kurhajcová Martina Suchá | Non joué      | Parcours |
|                                                                     |            |              |                 |                                |                                   |               |          |
| 2005 - 1er tour (groupe mondial II) - Suisse - Slovaquie - 3 : 2    |            |              |                 |                                |                                   |               |          |
| 4                                                                   | 23/04/2005 | Neuchâtel    | Dur (int.)      | Timea Bacsinszky               | Martina Suchá                     | 6-4, 6-3      | Parcours |
| 4                                                                   | 23/04/2005 | Neuchâtel    | Dur (int.)      | Martina Suchá                  | Myriam Casanova                   | 6-0, 7-65     | Parcours |

## Classements WTA en fin de saison

### En simple
| Année | 1996 | 1997 | 1998 | 1999 | 2000 | 2001 | 2002 | 2003 | 2004 | 2005 | 2006 | 2007 | 2008 |
| Rang  | 708  | 675  | 271  | 139  | 109  | 66   | 64   | 89   | 57   | 90   | 84   | 211  | 394  |

source : (en) « Classements de Martina Suchá », sur le site officiel du WTA Tour

### En double
| Année | 1997 | 1998 | 1999 | 2000 | 2001 | 2002 | 2003 | 2004 | 2005 | 2006 | 2007 | 2008 |
| Rang  | 533  | 721  | 294  | 340  | 646  | -    | 505  | -    | 867  | 890  | 291  | 621  |

source : (en) « Classements de Martina Suchá », sur le site officiel du WTA Tour